# Rhaphidostegium leptochaeton
Rhaphidostegium leptochaeton là một loài rêu trong họ Sematophyllaceae. Loài này được (Schwägr.) Besch. mô tả khoa học đầu tiên năm 1876.